# Tropidia pedunculata
Tropidia pedunculata är en orkidéart som beskrevs av Carl Ludwig von Blume. Tropidia pedunculata ingår i släktet Tropidia och familjen orkidéer. Inga underarter finns listade i Catalogue of Life.